# Психологический роман
Психологический роман — разновидность романа, в котором автор имеет целью изображение и исследование «внутреннего мира человека» и «тончайших движений его души». В своей классической форме выступил в XIX веке преимущественно в русской и французской литературе. В XX веке его влияние распространилось на всю мировую литературу.
Канонизация психологического романа достигла такой степени, что часто он считается синонимом романа как такового, а все прочие формы романа игнорируются или третируются как ущербные (особенно у Бахтина). С этой точки зрения психологический роман является важнейшей категорией современной нормативной поэтики.

## Предыстория и ранние примеры
- Гийом де Машо, «Правдивый рассказ» (XIV век)
- Гийераг, «Португальские письма» (1669)
- аббат де Сен-Реаль[1], «Дон Карлос» (1672)
- мадам де Лафайет, «Принцесса Клевская» (1679)
- Катрин Бернар, «Инес де Корду» (1696)
- аббат Прево, «Манон Леско» (1731)
- мадам де Тансен, «Мемуары графа де Комменжа» (1735)
- Шодерло де Лакло «Опасные связи» (1782)
- Стендаль, «Красное и чёрное» (1830), возможно первый пример
- Кнут Гамсун, «Голод» (1890), «Мистерии» (1892), «Пан» (1894), «Виктория[англ.]» (1898)[2]
- Ф. М. Достоевский, «Братья Карамазовы» (1880) — психологически-философский роман — и более ранние

## Поджанры

### Психологический триллер
Поджанр триллера и психологического романа, подчеркивающий внутренний разум и менталитет персонажей в творческом произведении. Из-за своей сложности жанр часто пересекается и/или включает элементы мистерии, драмы, боевика, слэшера и ужасов — часто психологических ужасов. Он имеет сходство с жанрами готики и детектива.

### Психологические ужасы
Поджанр ужасов и психологического романа, который опирается на психологическое, эмоциональное и психическое состояние персонажей для создания ужасов. Иногда он пересекается с поджанром психологического триллера, чтобы напряженно улучшить историю.

### Психологическая драма
Поджанр драматических фильмов с психологическими элементами, который фокусируется на эмоциональном, умственном и психологическом развитии персонажей в драматическом произведении. One «Пролетая над гнездом кукушки» и «Реквием по мечте» являются яркими примерами этого поджанра.

### Психологическая научная фантастика
Жанр, который рассматривал драмы или триллеры, происходящие в научно-фантастическом сеттинге. Часто основное внимание уделяется внутренней борьбе персонажа с политическими, технологическими силами или с любыми роковыми. «Заводной апельсин», «Конец Евангелиона», Донни Дарко, «Помутнение» и «Начало» являются яркими примерами этого жанра фильма.